# Castelul Bratislava

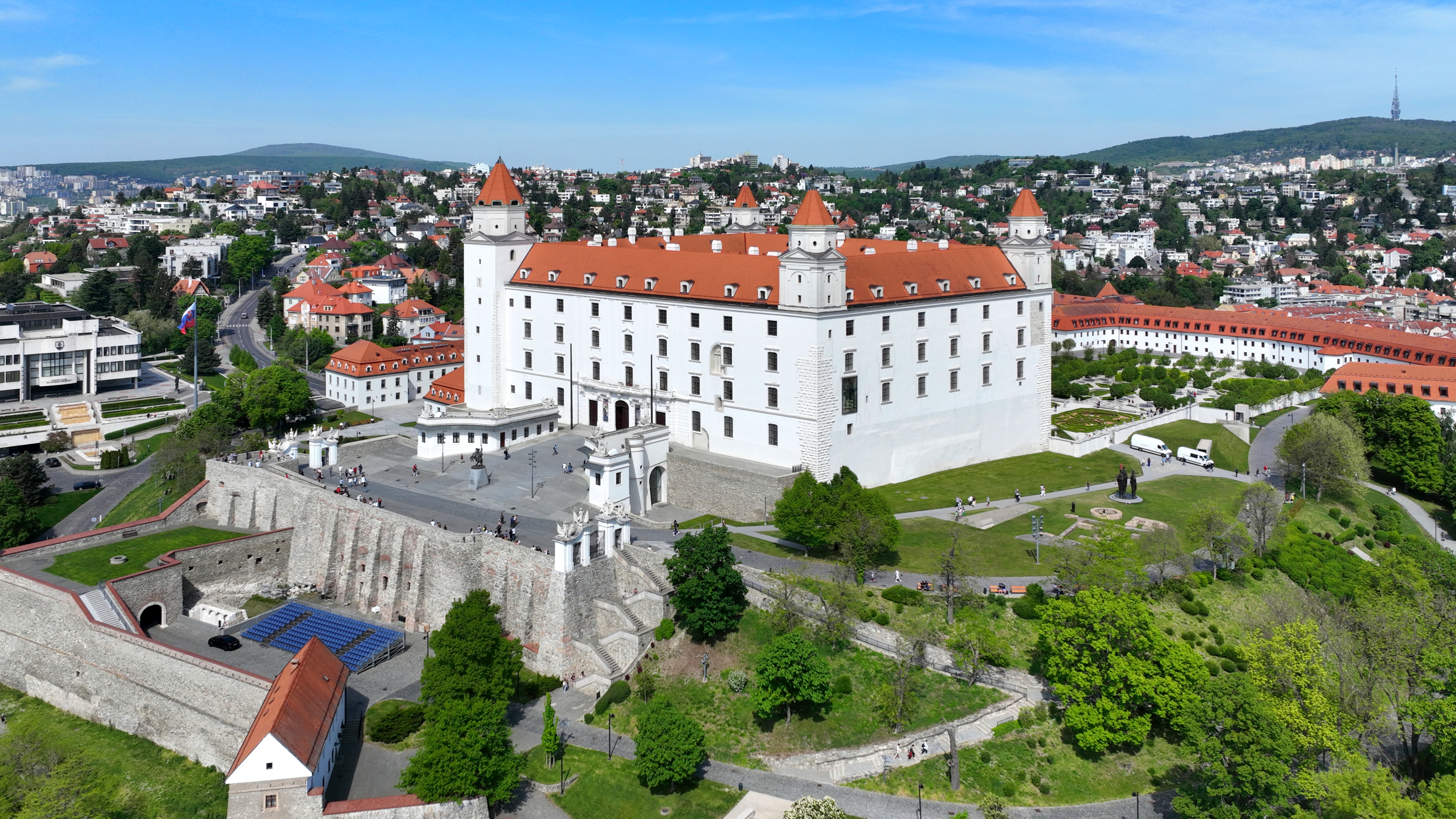
Castelul Bratislava

Castelul Bratislava (în slovacă Bratislavský hrad) este castelul principal din Bratislava, capitala Slovaciei.
Clădirea masivă, cu turnuri în cele patru colțuri, este situată pe un deal stâncos relativ izolat din Carpații Mici (Malé Karpaty), chiar deasupra fluviului Dunărea, în mijlocul Bratislavei. Este o bijuterie a orașului.
Oferă o excelentă panoramă a Bratislavei, a Austriei și, atunci când vremea este favorabilă, a Vienei și Ungariei. Există multe legende legate de istoria castelului.

## Situl castelului
Situl castelului include următoarele :

### Clădirea castelului (Palatul)
Clădirea castelului include 4 turnuri (unul în fiecare colț) și o curte cu o fântână adâncă de 80 de metri. Cel mai înalt turn este Turnul Coroanei, în sud-est, construit în secolul al XIII-lea, care a găzduit bijuteriile coroanei. Zidurile exterioare și coridoarele interioare conțin fragmente ale unor elemente de construcție gotice și renascentiste. La est de intrarea principală, se poate vedea poarta de intrare zidită în secolul al XVI-lea. În spatele intrării, există un coridor boltit și apoi niște scări mari în stil baroc, care duc la expoziții ale Muzeului Național Slovac (Slovenské národné múzeum). Partea stângă a laturii sud-estice a clădirii găzduiește cele patru săli ale Camerei Comorii (deschisă în 1988), cu o colecție a celor mai importante descoperiri arheologice și a altor obiecte găsite în Slovacia, inclusiv statuia preistorică intitulată „Venus din Moravany”. Al treilea etaj găzduiește expoziția „Istoria Slovaciei”. Primul etaj din partea de sud-est a clădirii găzduiește camerele Parlamentului Slovac - Consiliul Național al Republicii Slovace - inclusiv mobilă din secolul al XVI-lea. Partea de nord a clădirii - fosta Capelă în stil baroc, găzduiește sala de muzică în care se țin concerte. Curtea include intrarea în Sala Cavalerilor.

### Porți de intrare în sit
- Poarta Sigismund în sud-est; partea originală a sitului cel mai bine conservată, construită în secolul al XV-lea
- Poarta Viena în sud-vest; construită în 1712
- Poarta Nicolae în nord-est; construită în secolul al XVI-lea

### Alte clădiri și obiecte
La vestul clădirii castelului există recent reconstruita clădire Hillebrandt, care fusese construită în 1762 și distrusă de incendiul din 1811. Curtea de Onoare este un spațiu de dinaintea intrării în castel. A fost creat spre sfârșitul secolului al XVIII-lea. În spatele Porții Sigismund și în fața clădirii castelului există Curtea Leopold, din secolul al XVII-lea, cu bastioane.
La est de clădirea castelului se află constelația bazilicii Moraviei Mari (secolul al IX-lea), Bisericii "Sfântul Salvator" (secolul al XI-lea) și altor obiecte medievale timpurii. Adevăratele descoperiri arheologice se află chiar sub acea constelație.
La nord-est de clădirea castelului, lângă Poarta Nicolae, se află Bastionul Lugiland (care a fost o poartă de intrare gotică în secolul al XV-lea), o clădire lungă din secolul al XVII-lea (astăzi o clădire a Consiliului Național al Republicii Slovace) și un grajd în stil baroc (astăzi un restaurant faimos). Un parc englezesc este situat la sud de grajd. Întreaga frontieră nordică a sitului castelului este formată de o clădire lungă în stil baroc, din secolul al XVIII-lea, care astăzi găzduiește Muzeul Național Slovac și administrația castelului.